# Беёнесу
Беёнесу (яп. ベヨネース列岩 Бэёнэ:су рэцуган), или Байоннез, Бейонейсу-Медзин (фр. Bayonnaise) — скалы вулканического происхождения, расположенные в Тихом океане, в составе островов Идзу, в 400 км к югу от Токио, являющиеся надводной частью подводного вулкана. Название дано по имени французского корвета «Байоннез» (фр. Bayonnaise), на котором плыли моряки, открывшие эти острова в 1846 году.

## Подводная часть

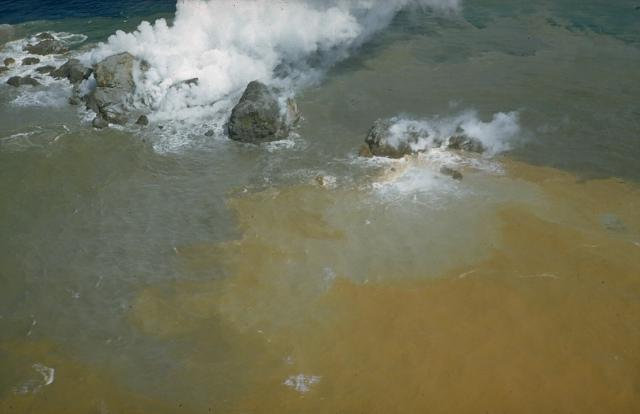
Вулканическая деятельность скал Беёнесу (Байоннез) (1952). Снимок USGS.

Подводный вулкан Беёнесу расположен на глубине 1100 метров. Находится в подводной кальдере, ширина которой составляет 8-9 км. Формирование кальдеры сопровождалось возникновением крупного подводного вулканического купола, площадью 2,6 тысяч километров. Вулканическая активность в основном происходит на северо-востоке кальдеры. Извержения пирокластических потоков связано с ростом дацитов на мантии купольного образования вулкана.
23 сентября 1952 года вулкан начал очередной раз извергаться и для его исследования из Токио отплыла группа японских учёных. Было зафиксирован эксплозивный характер извержения вулкана. Судно, слишком близко подошедшее к очагу вулканической активности, перевернулось, и все, кто находился на борту (31 человек), погибли. Спустя несколько дней обломки судна, дрейфовавшие вместе с вулканической пемзой, были обнаружены к югу от вулкана. Данное извержение с разной периодичностью продолжалось до октября 1953 года.
Вулкан даёт о себе знать, начиная с середины XIX века и зафиксировано по настоящий период более десятка извержений вулкана. Последний раз вулкан извергался в марте 1988 года, тогда учёные с воздуха наблюдали тёмно-зелёный цвет воды в радиусе 8 километров. Состоит из конуса Такане-Шо; купола, располагающегося на глубине 43 метра Мёдзин.

## Надводная часть
Вулкан поднимается на высоту 9,9 метров над поверхностью океана. Надводная часть состоит из вулканических конусов и куполов, образуя скалы Беёнесу (Байоннез). Скалы административно относятся к округу Хатидзё префектуры Токио. Географически они входят в состав архипелага Идзу. Беёнесу находятся на пути тёплого течения Куросио, поэтому в районе скал обитает много морских организмов. Растительность на них скудна, они служат местом отдыха для перелётных птиц. Площадь надводной части — 0,01 км².